# Mary Jane Patterson

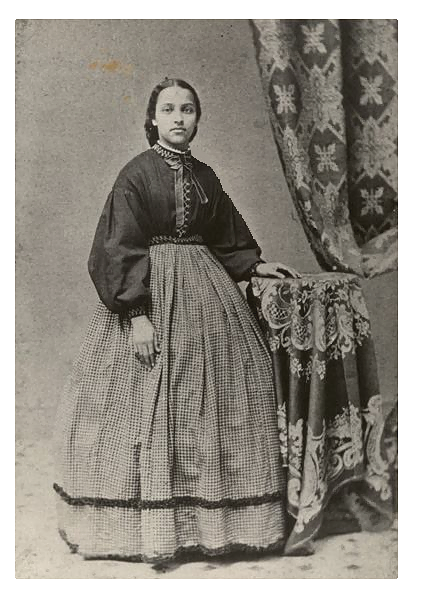
Mary Jane Patterson, 1862

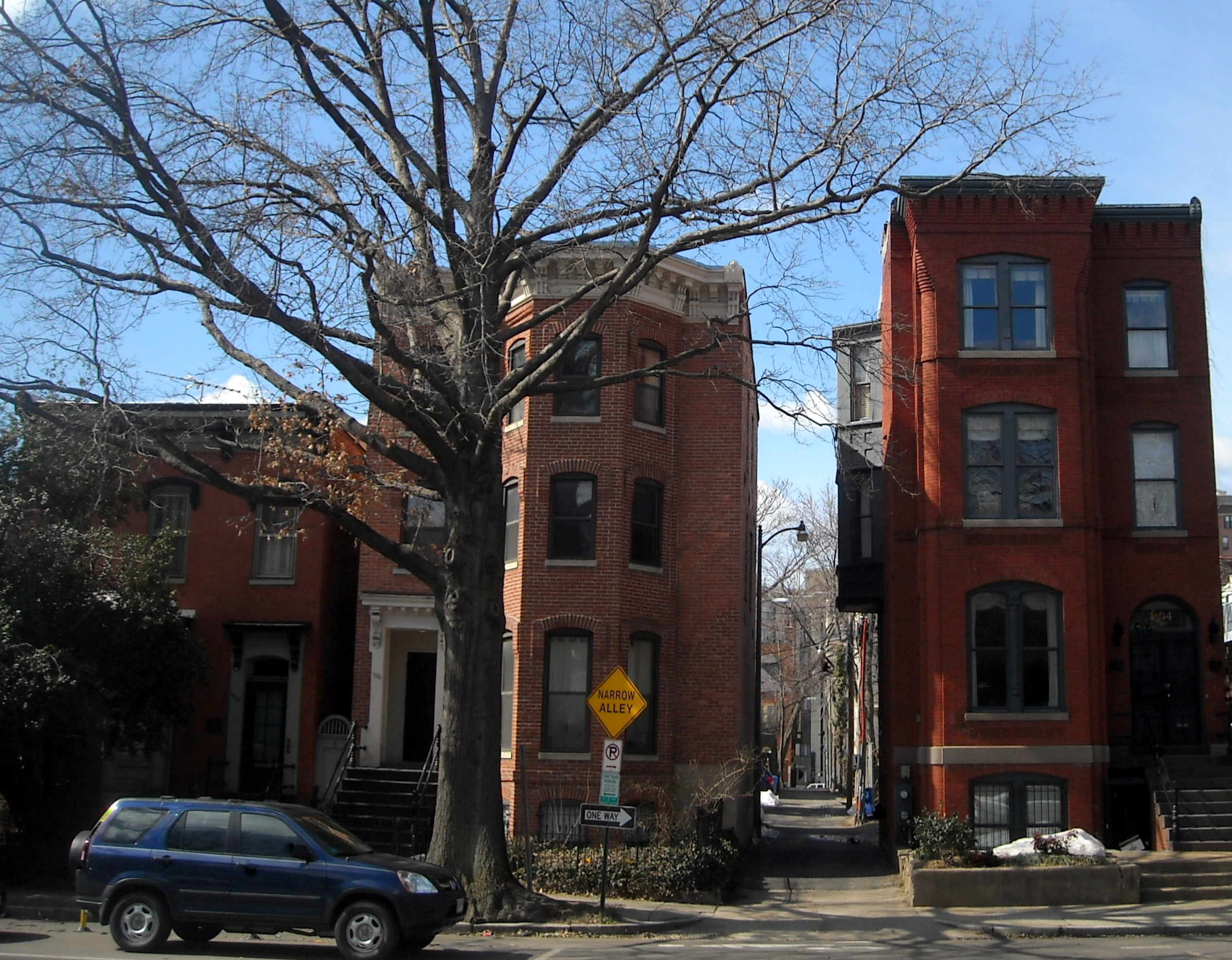
Pattersons Haus in Washington, D.C.

Mary Jane Patterson (* 12. September 1840 in Raleigh, North Carolina; † 24. September 1894 in Washington, D.C.) war eine US-amerikanische Lehrerin und 1862 die erste  Afroamerikanerin, die  einen Studienabschluss (Bachelor of Arts am Oberlin College) erwerben konnte.

## Leben
Mary Jane Patterson war das älteste der Kinder von Henry Irving Patterson und Emeline Eliza (Taylor) Patterson. Es gibt widersprüchliche Angaben darüber, wie viele Geschwister sie hatte, aber die meisten Quellen geben zwischen sieben und zehn an. Henry Patterson arbeitete als Maurer und Gipser. 1852 erlangte seine Freiheit und zog er mit seiner Familie nach Ohio. Die Pattersons ließen sich 1856 in Oberlin, OH, nieder. In Oberlin gab es eine große Gemeinschaft schwarzer Familien; einige waren befreite Sklaven, andere waren geflohene Sklaven. Oberlin war beliebt, weil es ein rassisch integriertes, gemischtes College hatte. Henry Patterson arbeitete als Maurermeister, und viele Jahre lang beherbergte die Familie eine große Zahl schwarzer Studenten in ihrem Haus.
„Mary Jane Patterson war nicht nur die erste schwarze Frau in den Vereinigten Staaten, die einen College-Abschluss erwarb, sie tat dies auch, indem sie die üblichen Kurse für Frauen in Oberlin verschmähte und stattdessen ein Programm mit Griechisch, Latein und höherer Mathematik belegte, das für «Gentlemen» gedacht war“. Nach ihrem Abschluss war Patterson als Lehrerin in Chillicothe, OH, eingetragen. Am 21. September 1864 bewarb sie sich um eine Stelle in Norfolk, VA, an einer Schule für schwarze Kinder. Am 7. Oktober 1864 schrieb E. H. Fairchild, von 1853 bis 1869 Rektor der vorbereitenden Abteilung des Oberlin College, eine Empfehlung für eine „Ernennung durch die American Missionary Association als […] Lehrerin unter Freigelassenen“. In diesem Brief beschrieb er sie als „eine Quadroon, eine Absolventin dieses Colleges, eine hervorragende Gelehrte, eine gute Sängerin, eine treue Christin und eine vornehme Dame. Sie hatte Erfolg als Lehrerin und ist dem höchsten […], das Sie den Damen zahlen, würdig.“
1865 wurde Patterson Assistentin von Fanny Jackson Coppin am Institute for Colored Youth in Philadelphia (heute Cheyney University of Pennsylvania). Von 1869 bis 1871 unterrichtete Patterson in Washington, D.C. an der Preparatory High School for Colored Youth, die heute als Dunbar High School bekannt ist. Von 1871 bis 1872 war sie die erste schwarze Direktorin der Schule. Patterson wurde zurückgestuft und diente als stellvertretende Schulleiterin unter Richard Theodore Greener, dem ersten schwarzen Absolventen der Harvard University. Von 1873 bis 1884 wurde sie erneut berufen. Während ihrer Amtszeit wuchs die Schule von weniger als 50 auf 172 Schüler an, die Bezeichnung Preparatory High School wurde fallengelassen, High-School-Abschlussfeiern wurden eingeführt und eine Abteilung für die Lehrerausbildung wurde der Schule hinzugefügt. Pattersons Engagement für Gründlichkeit sowie ihre energische Persönlichkeit trugen dazu bei, hohe intellektuellen Standards in der Schule zu etablieren. Patterson unterrichtete bis zu ihrem Tod an der High School. Während ihres Aufenthalts in Washington lebte Patterson mit ihren Schwestern Emma und Chanie und ihrem Bruder John in der Fifteenth Street Northwest 1532. In den späten 1880er Jahren zogen Pattersons Eltern aufgrund finanzieller Schwierigkeiten zu ihnen. Weder Patterson noch ihre Schwestern heirateten jemals.
Patterson engagierte sich in diversen humanitären Organisationen. In ihrem Nachruf im Evening Star hieß es, dass sie „herzlich an der Unterstützung des Heims für alte und kranke Farbige in dieser Stadt und anderer verwandter Organisationen mitgewirkt hat“. Patterson gehörte der Colored Woman's League von Washington an, die sich für einen „racial uplift“ farbiger Frauen einsetzte. Die Gruppe konzentrierte sich auf die Ausbildung von Kindergärtnerinnen, Rettungsarbeiten und Kurse für Industrieschulen und Hauswirtschaft.
Patterson starb am 24. September 1894 im Alter von 54 Jahren in ihrem Haus in Washington und wurde auf dem Lincoln Memorial Cemetery in Suitland, MD, beerdigt. Sie gilt als Pionierin des schwarzen Bildungswesens und ebnete den Weg für andere schwarze Erzieherinnen.